# Multiple Art Days
Multiple Art Days (MAD) est un salon annuel dédié à toute forme d'objets d'art multipliés, qu'il s'agisse d'édition fanzine ou d'œuvres rares (multiples, livres, films et disques d'artistes...). Créé en 2015 par Sylvie Boulanger, directrice du Cneai, et Michael Woolworth, imprimeur lithographe, il a pris la suite du  Salon light,,, lieu de rencontre et de recherche pour des artistes, des écrivains et des éditeurs indépendants, organisé par le Cneai entre 2004 et 2013.
Les trois premières éditions se sont tenues à la Maison rouge,,,,,, tandis que la quatrième eut lieu à la Monnaie de Paris.